# Bärenstein (Sasko)
Bärenstein je obec v německé spolkové zemi Sasko. Nachází se v zemském okrese Krušné hory a má přibližně 2 200 obyvatel. Leží na horním toku Polavy (Pöhlbach) v Krušných horách na česko-německé státní hranici.

## Geografie
Obec leží v nadmořské výšce přibližně 710 metrů přímo na česko-německé státní hranici v údolí Polavy. S českým městem Vejprty, ležícím východně, tvoří opticky jeden celek oddělený jen Polavou. Sousedními obcemi jsou na severu Königswalde, na západě Sehmatal a na jihu Oberwiesenthal.
Nedaleko od obce se nachází hora Bärenstein, s rozhlednou a hotelem.

## Správní členění
Bärenstein se neoficiálně dělí na 4 místní části:
- Bärenstein
- Kühberg
- Niederschlag
- Stahlberg

## Historie
První písemná zmínka o zdejší usedlosti pochází z roku 1525. V roce 1548 byl původně šlechtický statek, kde žilo jen několik rodin, zakoupen městem Annaberg. Zvyšující se rekatolizační úsilí jezuitských misií v Čechách dolehlo i na evangelíky ve Vejprtech. První exulanti přišli do Bärensteinu z Vejprt v roce 1627. Za každým dalším pokusem o konverzi obyvatel Vejprt na katolickou víru následovala vlna emigrace na opačnou stranu hranice. Se 700 obyvateli se Bärenstein stal po třicetileté válce jednou z nejlidnatějších obcí Krušných hor – o to se zasloužili exulanti z Čech. Bärensteinský kostelík byl postaven v roce 1655, na faru a školu přislíbilo město Annaberg dodat exulantům dřevo. V roce 1657 byl v Bärensteinu zřízen samostatný farní sbor, do kterého byly včleněny i další dvě exulantské obce Stahlberg (Bärenstein) a Niederschlag (Bärenstein).
Díky výstavbě železniční trati Annaberg – Vejprty v roce 1867 se začal rozvíjet zejména textilní průmysl.
Po druhé světové válce byl železniční hraniční přechod uzavřen a otevřen znovu až v devadesátých letech dvacátého století.

### Doprava
Obcí prochází Bundesstraße 95 (Lipsko – Chemnitz – Oberwiesenthal), která pokračuje jako česká silnice I. třídy č. 25 přes Boží Dar do Karlových Varů a železniční trať (Chemnitz – Flöha – Annaberg-Buchholz – Vejprty – Chomutov).

## Významní rodáci
- Melchior Hoffmann – (1679–1715), hudební skladatel
- Franz Ulbrich – (* 1885), divadelní intendant